# 12246 Pliska
För andra betydelser, se Pliska (olika betydelser).
12246 Pliska eller 1988 RJ8 är en asteroid i huvudbältet som upptäcktes den 11 september 1988 av den bulgariska astronomen Violeta G. Ivanova vid Rozhen-observatoriet. Den är uppkallad efter Pliska.